# 地方主義 (政治)
地方主義（英語：Localism），又稱本土主義、地方保護主義，指一個地區為維護自身社會利益而實行文化及人口等方面的保護。在處理地方和全國的關係上的一種傾向:1380。

## 東亞地區

### 中國大陸
基本上，本土主義是和大中華主義（區域主義）相反的兩個極端，但當中包含對本土的身份認同及政治立場的取態，有部分對中國共產黨及中華人民共和國持抗拒及反感的，本土主義意識較強，而承認中華人民共和國政權及有自身經驗的人或很認同中華文化的人，比較傾向大中華主義。
中國共產黨認為，地方主義即違反民主集中制原則，片面強調地方特殊性，不服從中央的統一政策和計劃，把地方的局部利益置於全國的整體利益之上:1380。這也是中共中央辦公廳及國務院辦公廳於1997年11月18日發表《中共中央辦公廳、國務院辦公廳關於禁止自行製作和使用地方旗、徽的通知》，要求各級地方政府禁止自行製作和使用地方旗及地方徽的原因。

### 台灣
明清時期已渡台的閩南人紮根多代，曾經渡過了一段日治時期，再加上國民黨政府遷台之後，許多中國大陸移民隨之來臺，有本省人、外省人的分別，臺灣戒嚴時，政府長期打壓異議，解嚴後，較多台灣閩南人支持泛綠，因此自認自己是華人、臺灣人而非中國人。
客家人則依照個人立場而偏向泛藍或泛綠，通常北台灣客家人支持國民黨或泛藍，南臺灣的客家人則力挺綠營。
外省人方面，二次大戰後遷台的老一輩外省中国难民政治立場較認同自己是中國人。而在台灣出生的少數新一代外省人則又產生了台灣主體性意識，排斥甚至反感大中華主義。

### 香港和澳門
香港人及澳門人很多上一代或上幾代來自中國大陸，對他們而言，本土就是中國大陸，即使在英治時期和葡治時期亦堅定支持香港主權移交和澳門主權移交，政治立場較親中。可是中共在第二次國共內戰取得勝利至到中華人民共和國成立這段時間，部份逃避中共政權的大陸人南移香港，香港的本土主義因而產生。
新一代的土生土長香港人較傾向本土主義，因為對他們而言，本土即香港本地，加上他們傾向認為中共當局在主權移交後逐步加大力度干預香港地區自治範圍內的事務，本土意識強烈，懷疑甚至排斥大中華主義。新一代的土生土長澳門人多數跟他們的長輩沒有太大分別，本土意識比香港人薄弱，因為葡萄牙對澳門的文化與教育沒有太大的干預，另外自1950年代起，澳葡政府的管治變得差勁，結果發生了一二·三事件，從此親共派就掌控了澳門的行政事務。

### 日本
20世紀70年代的日本，“區域主義”的主張開始蓬勃發展。1977年，主張區域主義的學者玉野井芳郎（Yoshiro Tamanoi）提倡“區域分權理念”。
二戰結束後，日本經濟瞬速由全面崩潰復興過來。日本憑藉首都圈、京阪神、中京圈的人口集中，發展第二產業，得到經濟高增長。1973年石油危機時，停止了那種情況，日本經濟轉為穩定增長，日本三大都市圈人口優勢逐漸消退。由於經濟發展造成農村崩潰，污染，和地方獨特性的喪失等問題，當地人開始關注社區質素，「地域性原則」被杉岡碩夫、清成忠男、増田四郎、樺山紘一和三輪公忠等學者提出。1974年，建組區域主義研究小組。1976年，開始舉行上述問題的區域主義研究會議。
20世紀70年代開始，地方的時代（ちほうのじだい）這種日本區域主義的口號開始流行。日本區域主義主張政治上的權力下放，包括審查和善用地區資源的思想，強調涉及生活和文化層面的經濟多樣性，以及向全國展現地區個性。在市場化及全球化的環境下，有日本地方主義者提出“家鄉創造”（自ら考え自ら行う地域づくり事業）的想法。
自2000年代，反對傳統政黨的人建立不同的區域政黨，那股地區政黨熱潮開始。相關政黨例如是大阪維新會。有的政治組織在強調全球主義，或民族主義，並且以“將日本本土主義發展有大阪府大阪市的大阪都構想和新潟縣新潟市的新潟州構想倡議，等等。

## 東南亞

### 泰國
泰國以泰族人為主，並有華人、老族、克耶族、高棉族、馬來族等少數民族，除泰人外，華人及大多數民族皆於泰國紮根多代，除保留自身民族本土文化外，也普遍能運用官方語言泰語，因此泰國的各民族一般皆認同自己為泰國人，視本土文化為泰國文化的一部份。

### 新加坡
新加坡為多民族國家，以新加坡華人為大多數，亦有馬來人、印度人等民族，不存在特定民族政治權利受打壓的情況，加上紮根多代，無論年輕一代還是老一代、屬於哪個民族，都是本土派，以新加坡人自居。

### 馬來西亞
在馬來西亞，一些馬來人認為馬來西亞華人屬於外來者，即華人寄居論，並且認為較馬來人遲來定居的華人掌控當地經濟是侵害了馬來人的利益。2008年檳城威省峇東埔舉行國會补選，當時的巫統升旗山區部主席阿末依斯邁爾在選戰中批評「華人只是寄居，即使得權也不會平均分配財富給各族」。有些主張增加華文學校的馬來語課節來同化華人。馬來西亞以伊斯蘭教為國教，部份地區流行的一些本土習俗及文化被指違反伊斯蘭教教義而遭受打壓，例如吉蘭丹州政府以「非伊斯蘭」為由禁止馬來傳統哇揚皮影偶戲。
華人由於在政治及經濟上備受打壓，得不到和當地馬來人同等的公民權利，加上當地因宗教因素，華人與馬來人甚少通婚，而華人又一般會入讀華文學校，與馬來人接受馬來語教育不同，有些甚至不諳馬來語，所以華人即使紮根多代，一方面雖然認同自己為馬來西亞人，視馬來西亞為自己的家，但不少仍然視中國為故鄉。然而，馬來西亞華人亦在當地出現了一些特有、與大中華地區不同的文化，例如華人的地主公信仰與馬來人民間信仰結合的拿督公信仰，已成為本土文化一部份。
由於馬來西亞各州文化上有差異，除了全國性節假日外，一些州份會在當地較為重要的節日中額外放假。

## 歐美地區

### 南欧
南欧国家普遍存在地方主义和分离思潮，典型的有西班牙的各个自治区（如加泰罗尼亚独立运动）和意大利的北方运动等，前南斯拉夫的地方主义更是造成国家解体。

### 法国和比利时
除海外领地新喀里多尼亚外，法国本土的科西嘉和奥克西塔尼亚也存在地方主义，比利时更是由三个主要语言区分割，最显著的是弗拉芒运动。

## 國際性質
國際關係方面，一些地方主義者反對政治干預和維持和平措施。他們認為，社區應該以自己的方式決定，用自己的時間找到自身問題的解決方案。他們認為，這樣可能令所有社會都實現長期和平。
不過，環境經濟學家寺西俊一（Shun'ichi Teranishi）書寫了關於“全球環境問題的政治經濟學”（地球環境問題の政治経済学）的書，解釋跨地區主義，即全球利潤只能通過在各個層面積累區域利潤來實現。帶有國際性質的「區域」主張不是相互排斥，通常在相互重疊和多層的方式設置，亦被認為是一種全球化形式。。

## 地方主義活動
地方主義可以與全球化形成對比，可以是地理性，亦可以跨國的。通常是一種尊重地方傳統和自治權的立場，而非民族主義，不是支持威權國家和對外擴張的。政治上，須要地方的高度自治，中央向當地投入稅源，加強地方議會和司法獨立權威性，建立地區政黨，以及推動政界。文化上，積極開展當地語言（方言）和傳統文化的保護。經濟政策會是重點的地方開發，要求外地資本及跨國企業進行基礎協調，以保護地方資本，強調地方利益和獨特性，以響應國家和國際經濟發展。

### 經濟及合作
- 地方主義的例子是：
  - 支持當地的食品網絡，如農貿市場，社區協力農業，社區花園（Community gardening），農場到餐桌（Farm-to-table）計劃，食品合作社和供應當地食品的餐館。所述慢食運動，使用多樣，季節性，天然食物中反應以食品的跨國推銷其是均勻的，生產用工業方法，以及快餐。
  - 支持本地擁有獨立的企業，包括社區銀行和信用合作社，例如以下組織：美國獨立商業聯盟（英语：American_Independent_Business_Alliance）（AMIBA），當地生活經濟商業聯盟，地方自力更生研究所（英语：Institute for Local Self-Reliance）（ILSR）和銀行轉賬日（英语：Bank_Transfer_Day）。美國獨立商業聯盟聯合創始人傑夫米爾辰撰寫的一篇文章“本地經營的好處（页面存档备份，存于）”，涵蓋了許多關於當地企業所有權和讚助的論點。
- 政府機構中的地方主義，包括：
  - 聯邦制和權力下放。
  - 工人和士兵委員會，特定工作場所的僱員與雇主討論和談判，而不是由一個可能遠離當地問題的全國工會完成。
  - 三級政府（Tertiary government），小型社區委員會為該社群作出政治決定，某種程度上獨立於地方政府或國家政府。
- 後現代主義可以被視為一種文化地方主義，在這種地方主義中，可以忽視公認的文化價值觀，有利於人們創造自己的價值標準。

### 宗教

#### 新教
- 獨特地方主義（Exclusive localism）認為，在一個給定的地點不能有超過一個合法可見的教會機構，其變化各不相同，但通常被認為是城市或社區。
- 地方主義更普遍地是一種會眾主義的觀點，即每個地方教會應該是自治的，只是擴展到拒絕任何正式的教會聯合。它在浸信會中特別相關，當地人拒絕形成公約。

#### 基督教
地方自治的公理想法，其復興運動基石標識分為基督教會，或非宗派教會。該運動的創始人宣布他們獨立於各種教派，尋求重新開始恢復新約教會，並放棄信條。該運動採用了“基督教會”，“基督教會”和“基督門徒”的名稱，因為他們認為這些術語是聖經而非經過人造的。

## 外部連結
- Foundation for Self-Sufficiency in Central America
- "Localism" - James Howard Kunstler's view of "Localism"
- "The Localization Reader"（页面存档备份，存于） - De Young and Princen's view on the process of "localization."